# Ricinocarpos stylosus
Ricinocarpos stylosus là một loài thực vật có hoa trong họ Đại kích. Loài này được Diels miêu tả khoa học đầu tiên năm 1904.